# 全員死刑
『全員死刑』（ぜんいんしけい）は、2017年11月18日公開の映画作品。大牟田4人殺害事件を題材とした鈴木智彦の『我が一家全員死刑』を原作としている。間宮祥太朗の初主演作品である。R15+指定作品。

## ストーリー
借金を抱えたヤクザである父親・テツジとヒステリックな母親・ナオミという両親に囲まれた青年・タカノリは、家族を借金苦から救うため、すぐ近所に住む金貸し業の資産家・吉田一家を襲撃し、財産を奪う計画を立てる。
しかし、タカノリは兄のサトシとともに、あまりにもお粗末な強盗から吉田一家の息子を殺害してしまう。タカノリ一家はそこからエスカレートして全員で共謀し、吉田一家が溜め込んだ金を狙って、吉田一家の長である母親やもうひとりの息子、その友人さえも「家族愛」を合言葉に身勝手にも殺害していく。

## キャスト
- タカノリ (首塚家次男)  - 間宮祥太朗[1]
- テツジ (首塚家父)  - 六平直政[1]
- ナオミ (首塚家母)  - 入絵加奈子[1]
- サトシ (首塚家長男)  - 毎熊克哉[1]
- カオリ (タカノリの彼女)  - 清水葉月[1]
- パトラ (吉田家母)  - 鳥居みゆき[2]
- カツユキ (吉田家長男)  - 落合モトキ[3]
- ショウジ (吉田家次男)  - 藤原季節[4]
- オカダハルキ (カツユキの友人) - 松田陸[3]
- ハルカ (サトシの彼女) - 護あさな
- ドロちゃん (タカノリの友人) ‐ 中村祐太郎
- ケンちゃん (タカノリの友人) - 一ノ瀬ワタル

## スタッフ
- 監督 - 小林勇貴
- 脚本 - 小林勇貴、継田淳
- プロデューサー - 千葉善紀、西村喜廣
- 原作 - 鈴木智彦『我が一家全員死刑』 コアマガジンより2010年に単行本が、2014年に新書版が発売。さらに2017年、小学館より『全員死刑: 大牟田4人殺害事件「死刑囚」獄中手記』とのタイトルで文庫版が発売された。
- 撮影 - 鈴木啓造
- 音楽 - 中川考
- 製作 - 日活
- 主題歌 - HER NAME IN BLOOD「Answer」

## 原作との違い
映画版は「『原作本』の映画化」「事実を元にしたフィクション」であり、物語として脚色が行われている。原作者の鈴木智彦は、この映画について「無残に殺された被害者を道化にされ居直られた」と、小林勇貴監督を批判している。
- 劇中での方言が原作の福岡弁から静岡弁をベースとしたオリジナル方言になっている。
- 被害者の次男に相当するショウジが「おわりたいちょー」という名義のYouTuberという設定になっている。
- 事件の推移および人物同士の関係が、映画版では改変・整理されている。
  - 原作では加害者次男が代理で逮捕される前の交際女性と、その後登場する交際女性は別人だが、映画ではカオリという同一人物として描写される。
  - 原作では加害者の次男が駆けつけたとき被害女性は昏倒していたが、映画のタカノリはパトラが失神する瞬間を目の当たりにしている。
- 被害者の長男とその友人に相当するカツユキ、オカダが同性愛を匂わせる描写になっている。